# Poblana squamata
Poblana squamata é uma espécie de peixe da família Atherinopsidae.
É endémica do México.